# Lijst van burgemeesters van Berkel-Enschot
Dit is een lijst van burgemeesters van de voormalige Nederlandse gemeente Berkel-Enschot tot die gemeente op 1 januari 1997 opging in de gemeente Tilburg.
| Ambtsperiode | Naam burgemeester           | Partij of stroming | Bijzonderheden |
| ------------ | --------------------------- | ------------------ | -------------- |
| 1825 - 1857  | Jan Vugs                    |                    | eerst schout   |
| 1857 - 1881  | Jan Baptist Adams           |                    |                |
| 1881 - 1929  | Cornelis Brenders           |                    |                |
| 1929 - 1937  | Alphons (A.G.M.) Panis      |                    |                |
| 1938 - 1946  | J.A.M. Rouppe van der Voort |                    |                |
| 1947 - 1965  | Alphons (A.G.M.) Panis      |                    |                |
| 1965 - 1974  | drs. Harry (H.J.B.) Aarts   | KVP                |                |
| 1974 - 1997  | Jan (J.) Meijs              | KVP / CDA          |                |